# Ligne Taketoyo
La ligne Taketoyo (武豊線, Taketoyo-sen) est une ligne ferroviaire du réseau JR Central au Japon. Elle relie la gare d'Ōbu à celle de Taketoyo dans la préfecture d'Aichi.

## Histoire
La ligne a été inaugurée dans la totalité le 1er mars 1886. En 2015 la ligne est électrifiée, permettant des services direct vers la gare de Nagoya par la ligne principale Tōkaidō.

## Caractéristiques

### Ligne
- écartement des voies : 1 067 mm
- nombre de voies : Voie unique
- électrification : 1 500 V cc par caténaire

### Interconnexion
La ligne est interconnectée avec la ligne principale Tōkaidō à Ōbu.

### Liste des gares
La ligne Taketoyo comporte 10 gares numérotées de CE00 à CE09.
| Numéro | Gare           | Nom japonais | Distance depuis Ōbu (km) | Correspondances                         | Ville      |
| ------ | -------------- | ------------ | ------------------------ | --------------------------------------- | ---------- |
| CE00   | Ōbu            | 大府         | 0                        | JR Central : Tōkaidō (interconnexion)   | Ōbu        |
| CE01   | Owari-Morioka  | 尾張森岡     | 1,7                      |                                         | Higashiura |
| CE02   | Ogawa          | 緒川         | 3,1                      |                                         | Higashiura |
| CE03   | Ishihama       | 石浜         | 4,6                      |                                         | Higashiura |
| CE04   | Higashiura     | 東浦         | 6,8                      | Kinuura Rinkai Railway : Hekinan (fret) | Higashiura |
| CE05   | Kamezaki       | 亀崎         | 10,2                     |                                         | Handa      |
| CE06   | Okkawa         | 乙川         | 12,8                     |                                         | Handa      |
| CE07   | Handa (ja)     | 半田         | 14,6                     | Meitetsu : Kōwa (à Chita Handa)         | Handa      |
| CE08   | Higashi-Narawa | 東成岩       | 16,3                     | Kinuura Rinkai Railway : Handa (fret)   | Handa      |
| CE09   | Taketoyo       | 武豊         | 19,3                     |                                         | Taketoyo   |

## Matériel roulant
La ligne est parcourue par des rames séries 313 et 315.